# Francisco Javier Flores Gómez
Francisco Javier Flores Gómez, más conocido como "Chechu", es un futbolista profesional español que juega en el Athletic Club Torrellano como centrocampista.

## Carrera
Empezó jugando en el Banyoles, en Tercera División. Fichó entonces por el Girona, con el que ascendió a Segunda B. En 2008 también logró ascender a Segunda División. Estuvo cedido durante media temporada en el Nàstic. Después de su etapa en el Girona, se marchó a jugar al C. D. Tenerife. Donde jugó 3 temporadas, dos en Segunda División y una en Segunda División B. En verano de 2014 fichó por el recién descendido Hércules C. F., como parte del proyecto para ascender a Segunda División.

## Trayectoria
| Club          | País   | Años      | Part. | Goles |
| ------------- | ------ | --------- | ----- | ----- |
| C.E.Banyoles  | España | 2000-2001 | 21    | 2     |
| Girona C.F.   | España | 2001-2011 | 160   | 22    |
| C.D.Tenerife  | España | 2011-2014 | 84    | 6     |
| Hércules C.F. | España | 2014-2019 | 111   | 26    |
| Orihuela CF   | España | 2019-2021 | 23    | 5     |
| AC Torrellano | España | 2021-     |       |       |
| Total         | Total  | Total     | 322   | 41    |